# Заводський мікрорайон
Заводський мікрорайон — місцевість на сході міста Олександрія.

## Розташування
Особливістю географії Заводського мікрорайону є його витягнутість з півночі на південь, також він є крайньої східною околицею Олександрії. Від центральної частини міста мікрорайон із заходу відділений залізницею, а річкою Березівкою із північного заходу відділений від району Восьмої школи. Автомобільне сполучення із Восьмою Школою через дамбу на вулиці Шкільній. З центру міста автомобілем можна потрапити через залізничний переїзд на вулиці Героїв Нацгвардії (північна частина мікрорайону), або через тунель під залізницею на вулиці Бульварної (центральна частина). Через своє розташування відносно центру міста, північна (житлова) частина мікрорайону в народі зазвичай називається За переїздом.

## Історія

Бійні, 1903 р.

Початок заводам на території майбутнього мікрорайону було покладено у ХІХ ст, у той час тут розташовувалися міські бійні, з яких пізніше розвинувся м'ясокомбінат. У 1901 році через місто було прокладено залізницю, відкрито станцію у на відрізку шляху що відділив майбутню територію мікрорайону від центру. Довкола станції будувалися ремонтні майстерні і технічні служби, хоча більшість з них, як і будівля вокзалу розташовувалися з боку міста.
В часи Російської імперії, заселеною була лише крайня північно-західна частина, витягнута вздовж річки Березівки. Ця територія була заселена з першої половини ХІХ сторіччя і разом з кварталами на протилежному березі Березівки та ближчими до центру міста, утворювала передмістя Березівку. Зараз це район вулиці Максима Бендерова.
В період Другої світової війни, в північній частині району вже існувала більшість сучасних вулиць, проте вони мали меншу довжину, й щільність забудови була значно нижчою. Крім того була заселеною і територія вздовж залізниці в центрі мікрорайону, уподальшому ці квартали були переважно знесені, в процесі розбудови заводів.
Район активно заселявся після закінчення Другої світової, разом з інтенсивним розвитком підприємств що розташовувалися тут.
|                                                                 |  |                                 |  |
| Олександрія і довколишні населені пункти на мапі початку ХХ ст. |  | План Олександрії початку ХХ ст. |  |

## Опис
Центральну і південну частину мікрорайону займають близько десятка заводів, серед яких знаходиться кілька кварталів малоповерхової житлової забудови. Натомість північна частина мікрорайону — це суцільний житловий масив. Він був переважно забудований приватними житловими будинками у 1950-1970-тих рр. Серед них розташовуються кілька невеличких крамниць. Але тут є і багатоквартирні будинки (найвища з них — п'ятиповерхівка), які знаходяться на південному краї житлової забудови. До них належить і колишній дитячий садочок № 26 на вулиці Авіаційній. Північна частина Заводського мікрорайону зі сходу обмежується великою лісопосадкою листяних порід в урочищі Лиса гора. На самому пагорбі, що іменується Лисою горою знаходиться покинуте дачне селище, кладовище з меморіалом солдат Другої світової і Олександрійська телевежа.
В центральній частині мікрорайону на Дніпропетровському шосе знаходиться кладовище з військовим кладовищем-меморіалом.

### Промисловість мікрорайону
Назву місцевості дали кілька великих підприємств машинобудівної та харчової промисловостей, що утворюють в центрі й на півдні мікрорайону майже суцільну індустріальну зону. Вони інтенсивно розбудовувалися в радянський період проте з початку 1990-тих років всі вони значно скоротили обсяги виробництва або й зовсім припинили своє існування.
- Електромеханічний завод[4] (нині НВО «Етал»)
- Завод підйомно-транспортного устаткування «Віра-Сервіс Інтермаш»
- Завод «Автоштамп»
- Авторемонтний завод
- Молокозавод (повністю припинив діяльність)
- М'ясокомбінат

На території знаходиться Олександрійський плодорозсадник. За період незалежної України тут з'явилося кілька невеликих підприємств: Катеринославські меблеві майстерні, цех з обробки каменю, підприємство зі збору та утилізації металів.
Хоча північ мікрорайону — це житловий масив, але й там з 1990-тих років на вулиці Зарічній розбудовується комплекс з переробки зернових, круп і соняшникового насіння.
На Дніпропетровському шосе, яке недалеко від міста сполучається з автошляхом М 04, знаходиться АГНКС. Далі на схід по шосе розташована Олександрійська вертолітна частина.